# Strana ruské obrody
Strana ruské obrody (rusky Партия возрождения России) je malá ruská politická strana. Vznikla oddělením od Komunistické strany RF. Program strany je sociálně demokratický a středo-levicový. 

## Volební výsledky

### Státní Duma
| Volby | Hlasy     | %    | mandáty |
| ----- | --------- | ---- | ------- |
| 2003  | 1 140 333 | 1.88 | 3       |
| 2007  |           | 0.88 | 0       |